# 古杜縣
古杜縣，是明代交阯承宣布政使司乂安府下轄的一個縣。治所約在今越南河靜省香山縣境內。其境內有閣門山，橫對金籠江，綿亙橫截，李氏嘗立觀於此。

## 沿革
胡朝時為杜家縣。永樂五年（1407年）六月癸未，明朝改杜家縣為古杜縣，屬乂安府。
永樂八年秋七月己卯，設古杜縣之大拜市稅課局。永樂十三年八月丁亥，革古杜縣之大拜市稅課局。永樂十五年閏五月丙寅，設交阯古杜縣之三議（𣿭）江巡檢司，古杜縣民少，如所設弓兵不能及數，命于衛所土軍內撥補。永樂十七年九月丙辰，並土黃縣入古杜縣。
宣德初，明朝撤離交趾，黎利建立後黎朝，仍設杜家縣。